# Vaya viya kumbhaka
Vaya viya kumbhaka is een pranayama (ademhalingstechniek) in yoga met het doel om de twee schalen (ida en pingala) in evenwicht te brengen. Pranayama's hebben in yoga een tweeledig nut: de toevoer van zuurstof naar de hersenen en het voorzien van het lichaam van prana, ofwel levensenergie.
Bij de vaya viya kumbhaka wordt er in de kleermakerszit naar het zogenaamde zon-centrum gestaard, dat zich bij de neuswortel tussen de wenkbrauwen bevindt. In verschillende tradities wordt dit ook wel het derde oog genoemd. In die positie worden er twaalf tot vierentwintig neusademhalingen uitgevoerd. Vervolgens wordt er volledig uitgeademd en worden de drie bandha's uitgevoerd, de jalandhara, mula en uddiyana bandha. In deze kumbhaka (adempauze) blijft de beoefenaar zolang het goed voelt. Er wordt zover uitgeademd, dat het aanvoelt, alsof er als het ware wordt overgegeven. Dit geheel is een volledige ronde die twee tot drie maal wordt uitgevoerd.
Deze pranayama zou goed zijn tegen chronische verkoudheid, omdat het slijm uit de neus, keel en longen zou verwijderen. Verder zou het kundalinienergie van onderaan de ruggengraat naar boven doen stijgen. Iemand die kwakkelt met de gezondheid moet voorzichtig zijn met alle pranayama's waar kumbhaka bij wordt toegepast.
volledige ademhaling · middenrifademhaling · flankademhaling · sleutelbeenademhaling · mondademhaling · neusademhaling

abhyantara bahya stambha vritti · activerende ademhaling · agni prasana · anuloma · anuloma viloma · bhastrika · brahmari · chandra bhedana · chatur mukhi · dirgha sukshma · kapalabhati · kevala kumbhaka · kumbhaka · murcha · nadi sodhana · ohm sahita rechaka · plavini · prachhardana · prana apana samyukta · pratiloma · sahita kumbhaka · sama vritti · samanu · sapta vyahrita · sargarbha sahita kumbhaka · sarva dwara baddha · sithali · sitkari · stambha vritti · sukha purvaka · suksama shwasa prashwasa · surya bhedana · tri bandha kumbhaka · ujjayi · vaya viya kumbhaka · viloma · visama vritti